# Geetbets

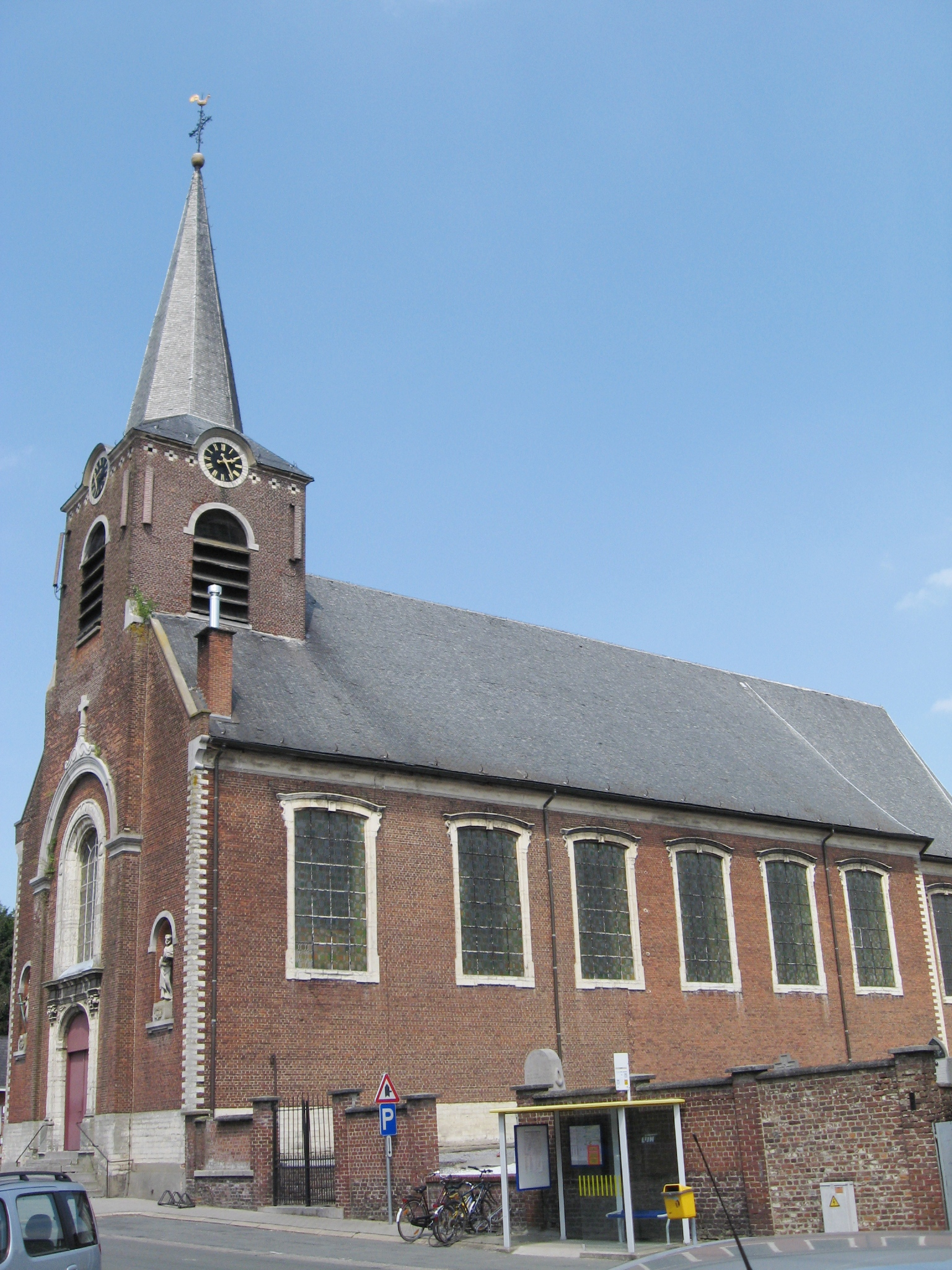
Sint-Pieter en Pauluskerk

Geetbets is een plaats en gemeente in de Belgische provincie Vlaams-Brabant. De gemeente telt ruim 6.000 inwoners.

## Toponymie
Geetbets werd voor het eerst vermeld in 1156 als Bece. Het betekent dus: Beek aan de Gete.

## Geschiedenis

### Feodale tijd
De hertog van Brabant bezat de grondheerlijkheid van Geetbets en ook de rechtsmacht, het recht op de openbare wegen en de waterlopen met sluisrecht op de Gete. Zijn plaatsvervanger was de hoofdmeier van Halen, in Geetbets vertegenwoordigd door een plaatselijke meier. Deze toestand bleef onveranderd tot 30 mei 1559, toen de grondheerlijkheid met de rechtsmacht verpand werden aan ridder François Baillet, heer van Neerlinter. De volgende heren van Geetbets waren Renier Reyns (verhef 1613), Catharina Reyns (1622), Oswald Pluyeren, Jan van de Ven (verhef 1651), Jacques Van de Ven (1656), Edmond-Conrard de Voordt, heer van Kortenaken (1683), Jan-Antoon-Lancelot Gheys (1684), Jan de Rijckman (verhef van 2 mei 1697), Jan-Jozef de Ryckman de Betz (verhef 21 januari 1755), de laatste heer van Geetbets want de feodale rechten werden in 1796 door het Franse regime afgeschaft.

#### Hof ten Hove of de Motte
Het oudste leenroerig goed te Geetbets was het Hof ten Hove, dat misschien reeds in de achtste eeuw (bron?) werd gesticht. De hertogen van Brabant, of misschien vroeger reeds de graven van Leuven, belastten de bewoners van dit hof met het toezicht op de grens met het prinsbisdom Luik en met de scheepvaart op de Gete. In de vroege middeleeuwen bestond het hof uit een burcht of wachttoren op een kunstmatige berg of motte. Vandaar de naam van het hof die tot vandaag blijft voortleven, ook al is elk spoor van de burcht sedert lang verdwenen. In de vijftiende eeuw werd het hof nog verpacht, maar in 1662 was er niets meer van te zien.

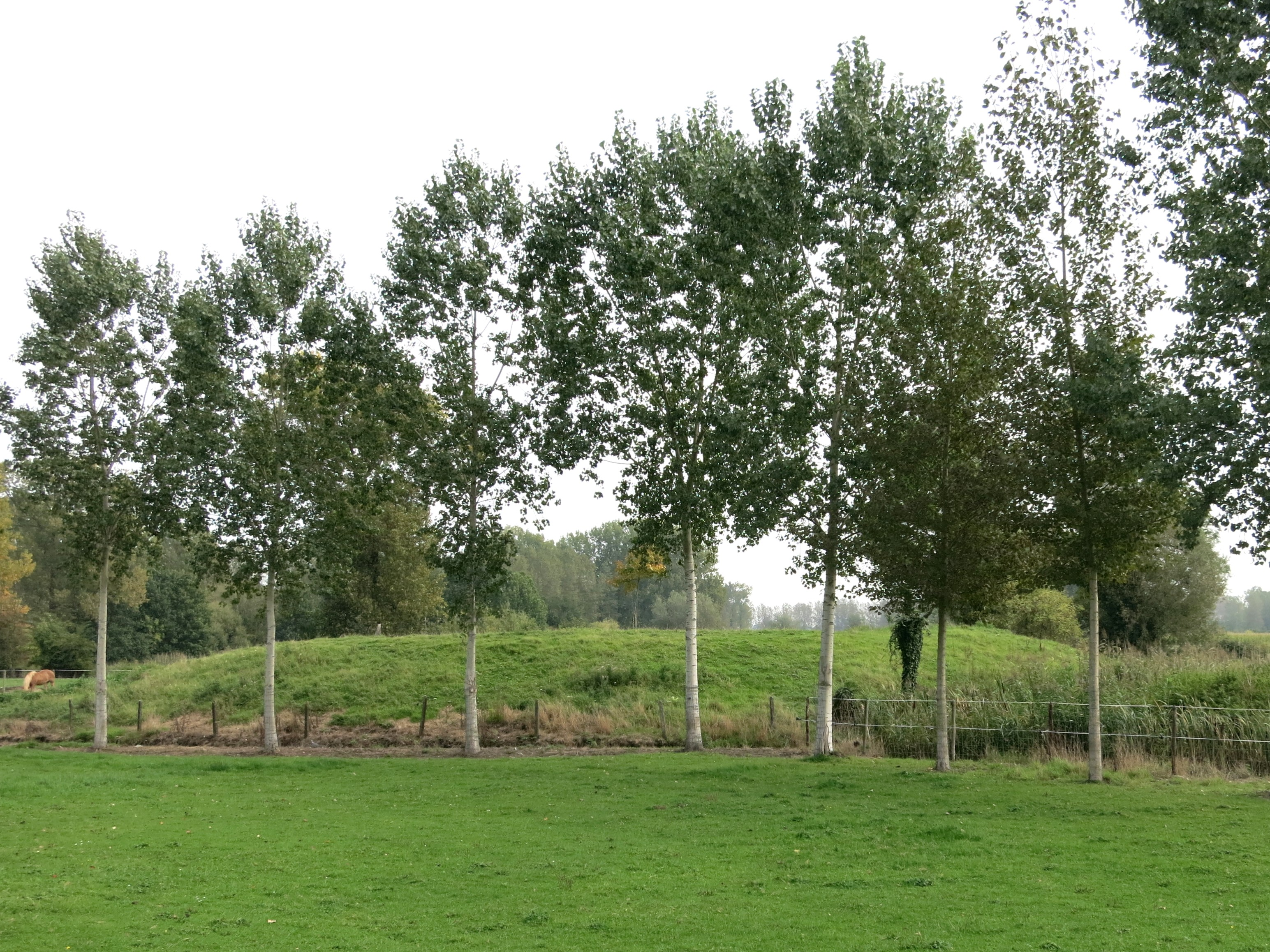
Motte van Geetbets

De oudste bezitters van deze heerlijkheid droegen de naam de Betze (van Beetse) of de Curia (van den Hove). In de dertiende en veertiende eeuw heetten zij, van vader op zoon, Jan. Van omstreeks 1460 was ten Hove in het bezit van Gijsbrecht de Viltere, nadien van zijn dochter Elisabeth van der Meren (verhef op 18 februari 1509) en Jean de Bertanghe, een erfgenaam. Arnoud Hollanders kocht het leengoed ten Hove op 23 oktober 1555. In het midden van de zeventiende eeuw is de Motte in het bezit van Michiel Wouters.

#### De heerlijkheid Elsmeren
Bij de grens met Halen lag de heerlijkheid Elsmeren, een naam die wijst op een met elzenstruiken ingemeerde of ingesloten ruimte. Elsmeren was een bosrijk gebied. De bezitters van het Hof ter Elsmeren hadden een jachtwarande, verscheidene bossen en een visrecht op de Gete, dit alles in leen gehouden van de hertog van Brabant. Deze heerlijkheid was tot in de vijftiende eeuw het bezit van een geslacht dat zijn naam aan het hof ontleende: van der Elsmeren (zoals vermeld in het Hertogelijk Cijnsboek van ca. 1330). De oudst bekende heren zijn Arnoud, Henric (verhef op 15 november 1365), Elisabeth (verhef 1401), Wouter en Jan van der Elsmeren (gesplitst verhef in 1405). In het midden van de vijftiende eeuw werd het leengoed gekocht door Dierick van Halle, in 1599 door François Baillet, heer van Neerlinter, dezelfde die de hertogelijke grondheerlijkheid over Geetbets had verworven.
Een van zijn nazaten, Jacques van de Ven, liet omstreeks 1667 het oude Hof te Elsmeren afbreken om op dezelfde plaats een nieuw kasteel op te trekken, het Kasteel van Betz dat nog steeds bestaat. Baron F. de Ryckman de Bets liet van 1923 tot 1927 ingrijpende herstellingen en verfraaiingen aan het kasteel aanbrengen.

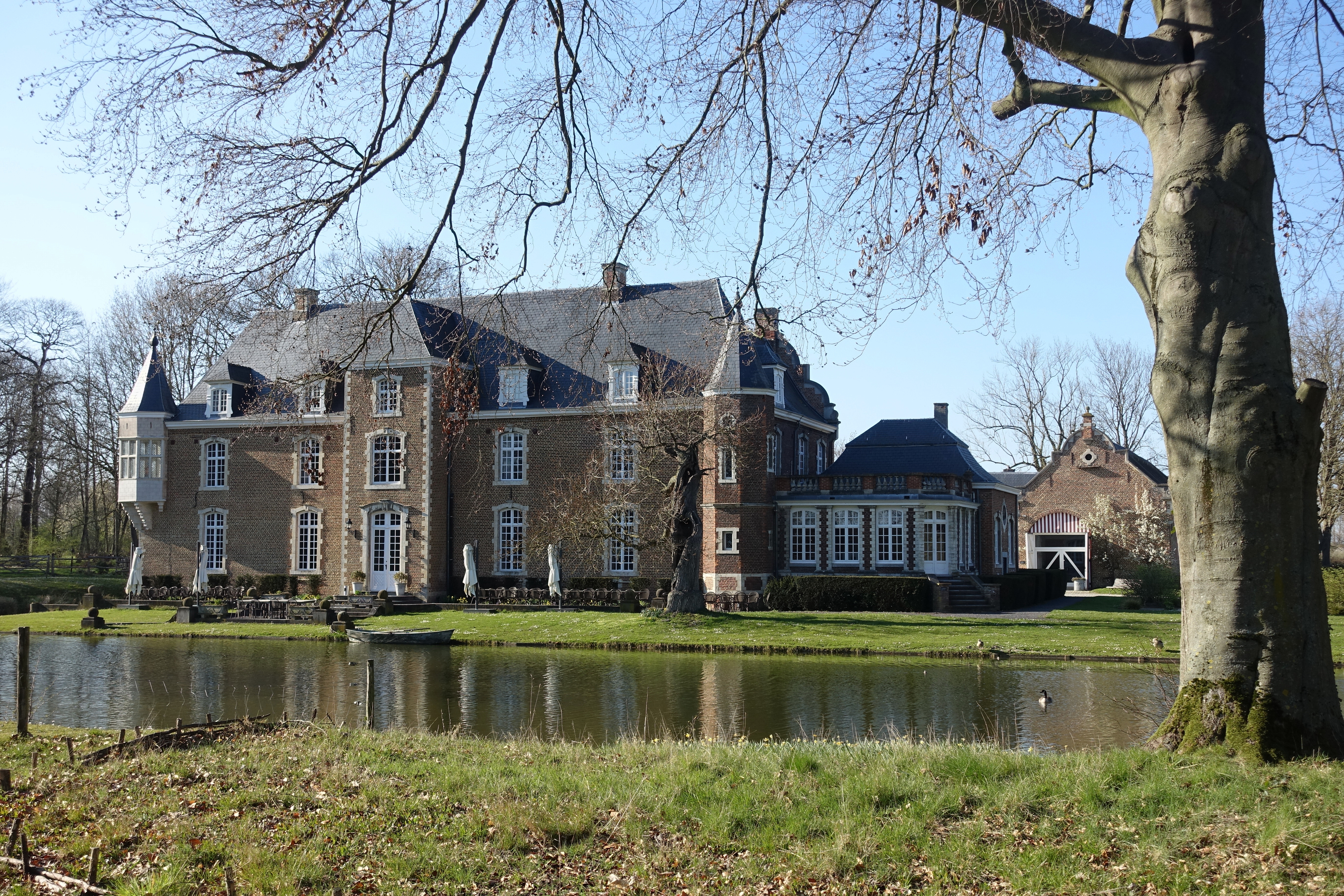
Kasteel van Bets

#### De heerlijkheid Ouderaan
Deze heerlijkheid lag langs de oude Gete (de Oude Aa). Diederic, later zijn broer Henric van Ouderaen, had er omstreeks 1300 een heerlijk hof met uitgebreide feodale rechten. Hun nazaten blijken voortdurend in geldverlegenheid te hebben gezeten, want zij verkochten gedeelten van het landgoed, gingen leningen aan en splitsten de heerlijkheid in verschillende delen.

### Historische gebeurtenissen
Geetbets lag op de scheidingslijn van het hertogdom Brabant en het graafschap Loon. Ver van de grote verbindingswegen leefden de inwoners er rustig, ondanks de veelvuldige oorlogen en gewapende rooftochten van de heren tegen elkaar. Toen het graafschap Loon ingelijfd werd bij het prinsbisdom Luik veranderde een en ander.

#### Vijftiende eeuw
In de eerste helft van de vijftiende eeuw vielen gewapende benden uit Luik – uit Herk-de-Stad o.a. - Bets herhaaldelijk binnen. De plunderingen waren zo erg dat de hertog van Brabant zich verplicht zag de inwoners van Bets te ontslaan van de ‘willekeurige belasting’ en die verving door een jaarlijkse bijdrage (jaerbede genoemd) van vijf pond, tien Leuvense stuivers en 10 mudden haver.
De hertogen lieten op vele plaatsen grachten graven om de gronden voor overstroming te vrijwaren. Deze grachten werden gewoonlijk ’s Hertogengracht genoemd zoals nu nog de gracht tussen Budingen en Bets tot in de Graasbeek, in 1480 de Middelste gracht geheten.
De strijd van hertog Karel de Stoute met de Luikenaars had ook voor Bets gevolgen. Op 14 september 1465 deden de Luikenaars een inval op het grondgebied van Geetbets waar 120 aanvallers werden gedood. In november 1483 deden de Betsenaars zelf een inval in het land van Luik, namelijk te Rummen, om het door de bende Groentente ontvoerde vee terug te halen. De bende hield zich schuil onder ‘de groene tent’ van de dichte bossen, vandaar de naam. Omdat de groententers met het vee naar het land van Luik gevlucht waren, hadden de Betsenaars er niets beters op gevonden dan zich schadeloos te stellen door het vee van Rummen weg te halen. Maar de boeren van Rummen zwoeren op hun eed dat zij niet tot de partij van de Groentente behoorden en kregen hun beesten terug.
In 1488 werd de gemeente Bets meermalen overvallen en geplunderd.

#### Zestiende eeuw
Een rampjaar voor Geetbets was 1507. Een leger van ‘Francoisen en Gelderschen’ doorkruiste het Hageland. Het maakte zich meester van de steden Halen en Tienen en al de daartussen gelegen dorpen werden geplunderd en platgebrand. Geetbets werd zo helemaal ontvolkt en zou slechts jaren later stilaan terug bewoond worden.
Tijdens het bestuur van keizer Karel V (1515-1555) kende Geetbets jaren van rust en betrekkelijke voorspoed, maar tijdens het bewind van zijn zoon en opvolger Filips II van Spanje (1555-1598) brandde de godsdienstoorlog in alle hevigheid los, met o.a. de beeldenstormerij. De gemeente Geetbets ging er volledig aan ten onder. In 1572 werd de stad Diest ingenomen door de geuzen en ondernamen de ruiters van kapitein De Mol strooptochten naar de omliggende gemeenten. Met de overname van Diest door het Spaanse leger van de hertog van Alva kwam er geen beterschap. Diest werd meermaals beurtelings door geuzen en Spanjaarden bezet, maar voor de bevolking was de uitslag steeds dezelfde: beide legers waren elkaar waard inzake plunderingen. De gemeente Geetbets kreeg het zo zwaar te verduren dat pastoor Guilelmus Coenen in 1578 de parochie moest verlaten bij gebrek aan parochianen. Geetbets was helemaal ontvolkt.

#### Zeventiende eeuw
Van 1598 tot 1633, onder het bestuur van de aartshertogen Albrecht en Isabella, kwam er weer rust in het land. In die tijd bestond er een versterking of fort, Blockhuys geheten, kort aan de Gete op de weg naar Rummen. In die versterking verbleven een honderdtal soldaten die er zelfs een eigen bidplaats hadden. In 1663 kreeg de gemeente de toelating om het fort af te breken en met de stenen de bouwvallige kerkhofmuren te herstellen.
Vanaf 1629 werd het dorp getroffen door verschillende uitbraken van de pest. Vooral de epidemie van 1670 was erg. Dat de ziekte verwoestend toesloeg bewijst het feit dat de bevolking in 1702 tot 380 inwoners geslonken was.
Na de dood van de aartshertogen sloot de Nederlandse Republiek een verbond met Frankrijk en hun legers vielen de Zuidelijke Nederlanden binnen. Van 1648 tot 1713 volgden vijf grote oorlogen elkaar op, waardoor Geetbets veel te lijden had. In 1654 kwamen de troepen van de hertog van Lorreinen binnenvallen met vijf regimenten ruiterij. Veertien dagen kampeerde een heel leger met geschut in Geetbets, wat de gemeente ‘sonder de plunderinghe’ de som van 28600 gulden kostte. In oktober 1659 kreeg Geetbets het bezoek van drie regimenten ruiterij van de prins van Condé. Die plunderden, brandden huizen plat, roofden de paarden en het vee, schoten de varkens dood en eisten bovendien van de uitgeschudde bevolking nog 800 guldens.
Van 1692 tot 1698 had het Hageland veel te lijden van de oorlog van de Liga van Augsburg. Willem van Oranje had een machtig bondgenootschap kunnen sluiten met zowat alle staten van Europa, tegen de gemeenschappelijke vijand Lodewijk XIV van Frankrijk, die de Nederlanden wilde inpalmen. Onophoudend doorkruisten Hollandse, Duitse, Engelse, Spaanse en Franse legers Nederland, overal grote verwoestingen achterlatend. De toenmalige legers waren meestal samengesteld uit huurlingen, tuchteloze kerels die zich enkel lieten inlijven om te kunnen roven en plunderen. Op 22 juli 1693 kampeerde de verbondenen in de omgeving van Landen en werden er door de Fransen belegerd. Die gingen op 29 juli over tot een onverhoedse aanval. Er werd van beide zijden hevig gestreden, maar de verbondenen leden een bloedige nederlaag en restanten van het leger sloegen op de vlucht. Vanaf 8 uur ’s morgens trokken vluchtende benden door Geetbets, vooral Hollandse ruiters. Vanaf 1 uur ’s middags volgden andere soldatenbenden van verschillende naties en talen. De slachting was van weerszijden zo aanzienlijk dat de velden bedekt lagen met lijken en dat de Gete gestremd werd in haar vloed. De stank van de mensen- en dierenlijken bleef dagenlang hangen want omdat de bevolking gevlucht was kon er geen werk gemaakt worden van de begravingen. Besmettelijke ziekten als buikloop en moeraskoorts braken uit en veroorzaakten de dood van vele mensen. In Geetbets stierf een derde van de bevolking, waaronder ook kapelaan Joannes van Hoebroek.
Nog was alle leed niet geleden. Geetbets bleef grote last ondervinden van soldaten, van het Franse leger zowel als van het leger der verbondenen. Op 11 juni 1694 trok de graaf van Athlone Geetbets binnen en bezette met zijn leger de streek van Halen tot Roosbeek bij Tienen. Op 29 juni kwam koning Willem van Engeland in hoogsteigen persoon naar Geetbets en nam er een maaltijd. In 1695 verschenen Spanjaarden te Geetbets onder leiding van kolonel Valancar. Zij verbleven er vijf weken en werden afgelost door het voetvolk van graaf Moucron. In 1696 koos kolonel Benendorf Geetbets uit als winterkwartier. Ook na de vrede die op 20 september 1698 in het kasteel van Rijswijk werd gesloten bleven voorbijtrekkende krijgsbenden nog lang bedreigen. Geetbets diende als overnachtingsplaats achtereenvolgens voor het regiment Tob, het regiment Truck en het regiment Luck. Heel het land werd onveilig gemaakt door benden leeglopers en allerhande zwervers, waaronder vele vreemdelingen.

#### Achttiende eeuw
De Zuidelijke Nederlanden kwamen onder de kroon van Oostenrijk (1714-1794). De oorlogen van Lodewijk XV van Frankrijk tegen de gebieden van Maria Theresia werden onderhouden met buitensporige opeisingen in de gemeenten. De ‘staat van onkosten van den Dorpe van Geetbetz gedaen aan de France troepe en de partyen in den jaer 1746’ vermeldt een eindeloze reeks van leveringen van brood, spek, bier, wijn, vlees, kiekens, duven, haver, hooi, kaas, boter, runderen aan de compagnie Grassin en aan afdelingen die in Bets en Halen ingekwartierd lagen. Het dorp moest ook paarden en voertuigen leveren voor militaire transporten van Maastricht naar Diest en naar Namen. In 1748 moest het dorp inkwartiering verschaffen aan de staf en aan zes compagnies van het regiment van generaal Cavalier en aan twee compagnies huzaren van Bausober.
Besmettelijke ziekten sloegen ook in de achttiende eeuw ongenadig toe. Van 1766 tot 1777 woedde de dierenpest in Diest en omstreken waardoor de bewoners van Bets bijna al hun vee verloren. In 1791 stierven 39 personen van buikloop.

#### Frans bewind
In 1789 brak de Franse Revolutie uit. De Franse legers vielen de Oostenrijkse Nederlanden binnen en in 1794 werden deze landen bij Frankrijk ingelijfd. Verscheidene Franse verordeningen werden door de bevolking op gemor onthaald, onder andere het verbod op godsdienstige kentekens, het weghalen van kerkklokken en de verplichte inlijving in het Franse leger van jongemannen die via loting werden aangeduid. In 1798 leidde dit tot een opstand, de Boerenkrijg, waarvoor Geetbets door hoofdman Elen uit Scherpenheuvel als verzamelplaats werd ingericht.
Napoleon liet grote versterkingswerken uitvoeren aan de haven van Antwerpen, ‘zijn pistool gericht op Engeland’. Daarvoor waren vele werkkrachten nodig, vooral houtzagers die op de scheepstimmerwerven verplicht aan de slag moesten. Op 1 oktober 1808 werden 15 Geetbetsenaars als houtzagers opgeëist. Sommige familievaders weigerden naar Antwerpen te gaan en werden opgepakt en als ‘réfractaires’ gestraft.

#### Negentiende eeuw
Na de val van Napoleon in 1815, tijdens het Verenigd Koninkrijk der Nederlanden, gebeurde er weinig opvallends in Geetbets. De Belgische onafhankelijkheid luidde een tijd in van rust in die zou duren tot het begin van de Eerste Wereldoorlog.

#### Eerste Wereldoorlog
Bij het begin van de Eerste Wereldoorlog kwam Geetbets in de frontlijn te liggen toen het Belgisch leger zich achter de Gete terugtrok. Op 12 augustus 1914 was er de slag van Halen. In Geetbets lagen een peloton Belgische karbiniers-wielrijders en het vierde eskadron van het eerste regiment gidsen. Duitse ruiters, die vanuit Grazen de brug over de Gete naderden, werden teruggedreven. Twee van hen werden gedood. Vele gewonde Belgische soldaten werden van Halen naar Geetbets gebracht en er verzorgd. Toen het Belgisch leger zich terugtrok staken de Duitsers op verscheidene plaatsen de Gete over. Vanuit de weiden schoten zij op het dorp waarbij Catharina Vandijck, die met haar zoontje op de arm wegvluchtte, werd gedood. Arthur Wouters, een jongeman uit Grazen, werd terechtgesteld, zogezegd omdat hij op de Duitsers had geschoten. Arthur Swartebroekx werd eveneens door Duitsers gedood, die tussen Herk en Hasselt op een passerende tram vuurden.
In 1916 moesten vele Betsenaren zich in Diest gaan aanmelden. Een vijftigtal werd naar Duitsland weggevoerd. In 1917 kwamen talrijke vluchtelingen uit Frankrijk toe, uit de streek van Nancy. Zij verbleven tot aan het eind van de oorlog bij burgers. Elf soldaten uit Geetbets bleken op het eind van de oorlog te zijn gesneuveld.

#### Tweede Wereldoorlog
Met het oog op de verdediging waren Belgische karabiniers en pontoniers belast met overstromingswerken aan de Gete, als op 10 mei 1940 Duitse vliegtuigen laag overvlogen. De Blitzkrieg was begonnen. Op 12 mei werd de brug over de Gete opgeblazen, waarbij soldaat Lagasse uit Brugge het leven verloor. De Duitsers waren niet te stoppen. Op 14 mei waren ze al zo ver gevorderd dat Geetbets achter de vuurlijn lag: de gevluchte inwoners begonnen terug te komen. In de nacht van 5 op 6 april 1942 stortte een Pools vliegtuig brandend neer boven het gehucht Nieuwdorp: de zes bemanningsleden kwamen om. In de nacht van 3 op 4 juli 1943 stortte een Engelse bommenwerper brandend te pletter in Nieuwdorp: zes van de inzittenden werden gedood, één werd krijgsgevangen gemaakt en een andere kon ontsnappen. Hij werd verscheidene weken bij een inwoner verstopt waar hij genas van zijn brandwonden. Tijdens de bezetting werden nog andere geallieerde piloten voor de Duitsers verstopt. Vele jongemannen weigerden om in Duitsland te gaan werken en sloten zich aan bij een weerstandsgroepering. Op 8 april 1944 werden Albert Lavigne uit Melveren en Isidoor Bamps uit Nieuwerkerken, beiden lid van het Geheime Leger, aan het postkantoor vanuit de trein doodgeschoten. Aan de muur van het station hangt een gedenkplaat. In augustus 1944 werd tijdens een luchtgevecht een Duits toestel neergehaald. Het viel te pletter bij de Antoniuskapel in het gehucht Bergen. De gewonde piloot daalde met zijn valscherm neer.
Op 10 september 1944 trokken de eerste Amerikaanse soldaten door de gemeente, uitbundig toegejuicht door de bevolking. Geetbets was bevrijd maar de oorlog was nog niet afgelopen. De gemeente leed zware schade door het neerkomen van 9 vliegende bommen, waarbij ook een inwoner, Jules Vanderseypen, werd gedood. Op het eind van de Tweede Wereldoorlog had Geetbets 17 oorlogsslachtoffers te betreuren, waaronder vier gesneuvelde soldaten en vijf weerstanders.

#### Fusiegemeente
In 1977 fusioneerde Geetbets met Rummen, dat in 1971 al was gefusioneerd met Grazen. Geetbets werd ook de naam van de nieuwe gemeente.

## Geografie

### Kernen
Naast de dorpskern van Geetbets zelf telt de gemeente nog 3 andere woonkernen met name Grazen, Hogen en Rummen.

#### Tabel
| # | Naam     | Opp. (km²) | Inwoners (2020) | Inwoners per km² | NIS-code |
| - | -------- | ---------- | --------------- | ---------------- | -------- |
| 1 | Geetbets | 16,06      | 3.374           | 210              | 24028A   |
| 2 | Grazen   | 3,29       | 596             | 181              | 24028C   |
| 3 | Rummen   | 16,16      | 2.166           | 134              | 24028B   |

## Bezienswaardigheden
- Het Kasteel Tallon
- Het Kasteel van Bets
- Het Monnikenhof met park
- De Sint-Petrus en Pauluskerk
- De Sint-Rochuskapel
- De Molen van Geetbets
- Naast de kerk in de Dorpsstraat staat de dikste en tevens een van de oudste exemplaren van de Japanse notenboom (Ginkgo biloba) in Europa. Deze boom is rond 1730 geplant en daarmee waarschijnlijk net iets ouder[1] dan een Japanse notenboom in de botanische tuin in Utrecht. Hij heeft ook een grotere stamomtrek dan die in Utrecht.

## Natuur en landschap
Geetbets ligt in het Hageland op een hoogte van 25-62 meter. De bodem is zandlemig. Ten oosten van Geetbets loopt de Grote Gete in noordelijke richting.

## Demografische ontwikkeling

### Demografische evolutie voor de fusie
- Bronnen:NIS, Opm:1831 tot en met 1970=volkstellingen; 1976 = inwonertal op 31 december

### Demografische ontwikkeling van de fusiegemeente
Alle historische gegevens hebben betrekking op de huidige gemeente, inclusief deelgemeenten, zoals ontstaan na de fusie van 1 januari 1977.
- Bronnen:NIS, Opm:1806 tot en met 1981=volkstellingen; 1990 en later= inwonertal op 1 januari

| Inwoners van jaar tot jaar op 1 januari 1992 tot heden | Inwoners van jaar tot jaar op 1 januari 1992 tot heden | Inwoners van jaar tot jaar op 1 januari 1992 tot heden |
| jaar                                                   | Aantal                                                 | Evolutie: 1992=index 100                               |
| ------------------------------------------------------ | ------------------------------------------------------ | ------------------------------------------------------ |
| 1992                                                   | 5.653                                                  | 100,0                                                  |
| 1993                                                   | 5.669                                                  | 100,3                                                  |
| 1994                                                   | 5.676                                                  | 100,4                                                  |
| 1995                                                   | 5.704                                                  | 100,9                                                  |
| 1996                                                   | 5.679                                                  | 100,5                                                  |
| 1997                                                   | 5.699                                                  | 100,8                                                  |
| 1998                                                   | 5.739                                                  | 101,5                                                  |
| 1999                                                   | 5.783                                                  | 102,3                                                  |
| 2000                                                   | 5.793                                                  | 102,5                                                  |
| 2001                                                   | 5.777                                                  | 102,2                                                  |
| 2002                                                   | 5.731                                                  | 101,4                                                  |
| 2003                                                   | 5.759                                                  | 101,9                                                  |
| 2004                                                   | 5.772                                                  | 102,1                                                  |
| 2005                                                   | 5.755                                                  | 101,8                                                  |
| 2006                                                   | 5.765                                                  | 102,0                                                  |
| 2007                                                   | 5.786                                                  | 102,4                                                  |
| 2008                                                   | 5.844                                                  | 103,4                                                  |
| 2009                                                   | 5.866                                                  | 103,8                                                  |
| 2010                                                   | 5.906                                                  | 104,5                                                  |
| 2011                                                   | 5.917                                                  | 104,7                                                  |
| 2012                                                   | 5.947                                                  | 105,2                                                  |
| 2013                                                   | 5.934                                                  | 105,0                                                  |
| 2014                                                   | 5.944                                                  | 105,1                                                  |
| 2015                                                   | 5.987                                                  | 105,9                                                  |
| 2016                                                   | 5.970                                                  | 105,6                                                  |
| 2017                                                   | 6.037                                                  | 106,8                                                  |
| 2018                                                   | 6.035                                                  | 106,8                                                  |
| 2019                                                   | 6.118                                                  | 108,2                                                  |
| 2020                                                   | 6.136                                                  | 108,5                                                  |
| 2021                                                   | 6.188                                                  | 109,5                                                  |
| 2022                                                   | 6.201                                                  | 109,7                                                  |
| 2023                                                   | 6.263                                                  | 110,8                                                  |
| 2024                                                   | 6.261                                                  | 110,8                                                  |
| 2025                                                   | 6.342                                                  | 112,2                                                  |

## Politiek

### Burgemeesters
- 1983-2000 : Julien Thijs (PVV)
- 2001-2012 : Benny Munten (CD&V)
- 2013-heden : Jo Roggen (Open Vld)

### 2024-2030: College van burgemeester en schepenen
Burgemeester is Jo Roggen (Open Dorp). Hij leidt een absolute meerderheid van Open Dorp, dat 10 van de 17 zetels had behaald. 
| Naam         | Partij    | Bevoegdheden |
| ------------ | --------- | --- |
| Jo Roggen    | Open Dorp | Burgemeester Algemeen Beleid, Financiën, Personeelszaken, Burgerlijke Stand, Bevolking, Vreemdelingenbeleid, Kieszaken, Militie, Toelatingen tot Begraven en Ontgraven, Rechtszaken, Openbare veiligheid, Politie, Brandweer, Huisvesting, Informatie en Communicatie, Dierenwelzijn |
| Chris Jamar  | Open Dorp | Eerste Schepen Ruimtelijke ordening, i-GECORO, Gemeentelijk patrimonium, Mobiliteit, Verkeer, Trage wegen, Autopark, Rollend materieel, Feestelijkheden, Begraafplaatsen, Volksgezondheid, Uitleen, Jeugd                                                                            |
| Stijn Doms   | Open Dorp | Tweede Schepen Openbare werken, Groenvoorzieningen, Arbeidsveiligheid, Sport en Recreatie, ICT, Kerkfabrieken |
| Eva Prouvé   | Open Dorp | Derde Schepen Participatie, Buitenschoolse kinderopvang, Kunstonderwijs, BIB, Cultuur, Toerisme, Monumenten en landschappen, IOED/Erfgoed, Economie, Europese aangelegenheden, Verbroedering                                                                                         |
| Danny Ruysen | Open Dorp | Vierde Schepen en Voorzitter van het Bijzonder comité voor de sociale dienst Sociaal Beleid, Welzijn, Senioren, Gelijke kansen, Integratie/Diversiteit, Ontwikkelingssamenwerking Milieu, Land- en Tuinbouw, Woonbeleid, Toegankelijkheid                                            |

### Resultaten gemeenteraadsverkiezingen sinds 1976
| Partij               | Partij                                  | 10-10-1976 | 10-10-1976 | 10-10-1982 | 10-10-1982 | 9-10-1988 | 9-10-1988 | 9-10-1994 | 9-10-1994 | 8-10-2000 | 8-10-2000 | 8-10-2006 | 8-10-2006 | 14-10-2012 | 14-10-2012 | 14-10-2018 | 14-10-2018 | 13-10-2024 | 13-10-2024 |
| Stemmen / Zetels     | Stemmen / Zetels                        | %          | 17         | %          | 17         | %         | 17        | %         | 17        | %         | 17        | %         | 17        | %          | 17         | %          | 17         | %          | 17         |
| -------------------- | --------------------------------------- | ---------- | ---------- | ---------- | ---------- | --------- | --------- | --------- | --------- | --------- | --------- | --------- | --------- | ---------- | ---------- | ---------- | ---------- | ---------- | ---------- |
|                      | SP1/ sp.a2/ Hart#Dorp3/ Vooruit4        | 13,641     | 2          | 18,591     | 3          | 17,021    | 2         | 17,411    | 3         | 22,381    | 4         | 27,712    | 5         | 20,272     | 3          | 18,43      | 3          | 15,04      | 2          |
|                      | CVP1/ CD&V2/ cd&v plus3                 | 21,841     | 4          | 22,041     | 4          | 36,211    | 7         | 36,631    | 7         | 34,051    | 6         | 33,592    | 6         | 20,822     | 4          | 19,92      | 3          | 22,63      | 4          |
|                      | PVV1/ VLD2/ Open Vld3/ open Dorp4       | 19,631     | 3          | 29,281     | 5          | 33,741    | 6         | 34,152    | 6         | 25,692    | 4         | 24,562    | 4         | 27,563     | 5          | 44,03      | 10         | 52,74      | 10         |
|                      | VU1/ N-VA2                              | 2,931      | 0          | -          |            | -         |           | -         |           | -         |           | -         |           | 13,202     | 2          | 10,02      | 1          | 9,72       | 1          |
|                      | D.N.A.1/ DNA-Gemeentelijke VolkspartijA | -          |            | -          |            | -         |           | -         |           | 17,881    | 3         | 14,141    | 2         | 18,15A     | 3          | 7,71       | 0          | -          |            |
|                      | FBL                                     | -          |            | -          |            | 13,03     | 2         | 11,8      | 1         | -         |           | -         |           | -          |            | -          |            | -          |            |
|                      | GVP                                     | -          |            | 30,09      | 5          | -         |           | -         |           | -         |           | -         |           | -          |            | -          |            | -          |            |
|                      | Storm J                                 | 41,96      | 8          | -          |            | -         |           | -         |           | -         |           | -         |           | -          |            | -          |            | -          |            |
| Totaal stemmen       | Totaal stemmen                          | 4088       | 4088       | 4188       | 4188       | 4419      | 4419      | 4422      | 4422      | 4537      | 4537      | 4529      | 4529      | 4531       | 4531       | 4599       | 4599       | 3344       | 3344       |
| Opkomst %            | Opkomst %                               |            |            |            |            | 98,27     | 98,27     | 97,21     | 97,21     | 95,94     | 95,94     | 97,44     | 97,44     | 95,29      | 95,29      | 95,9       | 95,9       | 68,5       | 68,5       |
| Blanco en ongeldig % | Blanco en ongeldig %                    | 1,54       | 1,54       | 3,68       | 3,68       | 3,76      | 3,76      | 3,26      | 3,26      | 5,18      | 5,18      | 6,93      | 6,93      | 3,33       | 3,33       | 3,9        | 3,9        | 1,3        | 1,3        |

De rode cijfers naast de gegevens duiden aan onder welke naam de partijen telkens bij een verkiezing opkwamen.

De zetels van de gevormde meerderheid staan vetjes afgedrukt

## Trivia
Het Canvasprogramma De Ideale Wereld heeft sinds 2016 een walk-of-fame van hashtagtegels in Geetbets.

## Bekende inwoners
- Stef Wauters (1967), journalist en nieuwsanker
- Jan Matterne (1922-2009), Vlaams acteur, scenarioschrijver, dramaturg en regisseur

## Nabijgelegen kernen
Kortenaken, Hogen, Budingen, Grazen, Halen
Aarschot · Affligem · Asse · Beersel · Begijnendijk · Bekkevoort · Bertem · Bever · Bierbeek · Boortmeerbeek · Boutersem · Diest · Dilbeek · Drogenbos · Geetbets · Glabbeek · Grimbergen · Haacht · Halle · Herent · Hoegaarden · Hoeilaart · Holsbeek · Huldenberg · Kampenhout · Kapelle-op-den-Bos · Keerbergen · Kortenaken · Kortenberg · Kraainem · Landen · Lennik · Leuven · Liedekerke · Linkebeek · Linter · Londerzeel · Lubbeek · Machelen · Meise · Merchtem · Opwijk · Oud-Heverlee · Overijse · Pajottegem · Pepingen · Roosdaal · Rotselaar · Scherpenheuvel-Zichem · Sint-Genesius-Rode · Sint-Pieters-Leeuw · Steenokkerzeel · Ternat · Tervuren · Tielt-Winge · Tienen · Tremelo · Vilvoorde · Wemmel · Wezembeek-Oppem · Zaventem · Zemst · Zoutleeuw

België: Provincies · Gemeenten